# Absyrtus (geslacht)
Absyrtus is een geslacht van insecten die behoren tot de familie van de gewone sluipwespen (Ichneumonidae).

## Soorten
- A. arealis Cushman, 1924
- A. decrepitus Brues, 1910
- A. paniscoides (Ashmead, 1896)
- A. perilissoides Cushman, 1924
- A. veridicator Aubert, 1979
- A. vernalis Bauer, 1961
- A. vicinator (Thunberg, 1822)